# Dirk Kuyt
Dirk Kuyt (på nederländska Dirk Kuijt, nederländskt uttal: [ˈdɪrk ˈkœy̆t] ( lyssna)), född 22 juli 1980 i Katwijk aan Zee, är en nederländsk fotbollstränare och tidigare spelare som är tränare i ADO Den Haag. Kuyt debuterade i det landslaget 2004 varefter han spelade 104 landskamper och representerade sitt land vid samtliga internationella mästerskap (EM och VM) under åren 2006–2014. Vid två tillfällen (2003 och 2006) utsågs Kuyt till Holländska ligans bästa spelare.

## Spelarkarriär
Dirk Kuyt skrev på sitt första professionella fotbollskontrakt 1998 med FC Utrecht. Under debutsäsongen spelade han främst som yttermittfältare, och på 30 ligamatcher gjorde han 6 mål. Kuyt spelade i Utrecht till sommaren 2003 då han köptes av Feyenoord. Under sin sista säsong i Utrecht gjorde Kuyt 20 mål i ligan. Ett av de viktigaste målen kom i den holländska cupfinalen då han också blev utsedd till matchens bästa spelare då laget besegrade hans kommande klubb Feyenoord.
Under tre år i Feyenoord gjorde Kuyt sedan 20, 29 respektive 22 ligamål. 2005 blev han bästa målskytt i ligan med sina 29 mål. Totalt blev det 71 ligamål på 101 matcher för klubben innan han köptes av Liverpool i augusti 2006 för ca 10 miljoner pund. I England gjorde den alltid hårt arbetande holländaren sitt första mål för Liverpool i september 2006, mot Newcastle. Under debutsäsongen blev det totalt 14 mål på 48 matcher - inklusive ett mål i Champions League-finalnederlaget mot AC Milan. Innan dess hade han gjort det avgörande målet i semifinalmötet med Chelsea FC som avgjordes på straffar.
Under sina första säsonger i Liverpool användes Kuyt nästan uteslutande som anfallare men från och med andra halvan av säsongen 2007–2008 spelade han allt oftare som högermittfältare. Säsongen 2008–2009 slutade Liverpool på andra plats i Premier League, varvid Kuyt bidrog starkt med sina totalt 15 mål. Sitt 50:e mål för klubben gjorde han i 6 februari 2010 då han gjorde matchens enda mål i Merseysidederbyt mot Everton.
Kuyt värvades i juni 2012 av Fenerbahçe på ett treårskontrakt. Den 3 oktober 2014 meddelade han att han inte längre var tillgänglig för landslagsspel.
Våren 2015 offentliggjordes det att Kuyt skulle lämna Turkiet då han skrivit på för sin gamla klubb Feyenoord. Inför säsongen 2016/2017 förlängdes kontraktet med 1 år. Den 17 maj 2017, tre dagar efter att ha gjort ett hattrick i säsongens sista match, meddelade Dirk Kuyt att han avslutade karriären. Den sista matchen innebar att Feyenoord säkrade deras första titel sedan 1999.

## Tränarkarriär
Den 2 juni 2022 blev Kuyt anställd som huvudtränare i Eerste Divisie-klubben ADO Den Haag.